# Laves-Plakette
Die Laves-Plakette war eine für Neubauten der Nachkriegsmoderne in Hannover jährliche Prämierung, die über die Grenzen der Landeshauptstadt hinaus Beachtung fand. Die Plakette wurde verliehen durch die Anfang der 1950er Jahre gegründete Laves-Gesellschaft für moderne Baukunst. Dieser eingetragene Verein für moderne Baukunst verfolgte damit unter anderem das Ziel, „[...] die Allgemeinheit für das Bauen zu interessieren [und] Architektur ins Gespräch zu bringen.“

## Geschichte

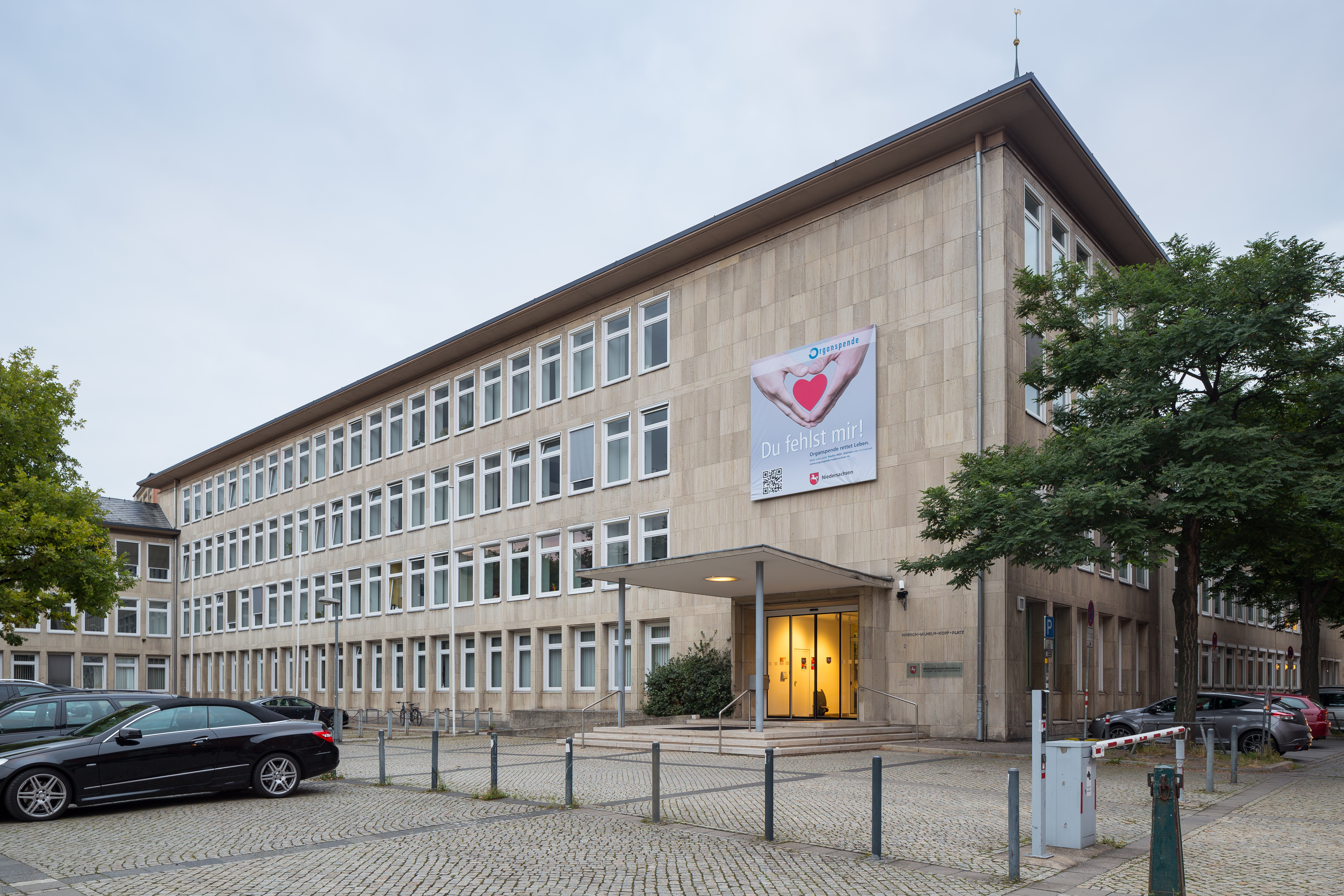
Das von Otto Hodler errichtete und 1954 prämierte Gebäude des damaligen Niedersächsischen Sozialministeriums am Hannah-Arendt-Platz in Hannover, gegenüber dem Leineschloss

Nachdem die spätere Landeshauptstadt im Zweiten Weltkrieg durch die Luftangriffe auf Hannover rund 60 Prozent ihres Gebäudebestandes eingebüßt hatte, inspirierte der hannoversche Stadtbaurat Rudolf Hillebrecht bereits im Jahr der Gründung der Bundesrepublik Deutschland 1948 die Aufbaugemeinschaft Hannover. Als dort jedoch „[...] reaktionäre Tendenzen wirksam wurden“, gab er 1953 den Anstoß zur Gründung der Laves-Gesellschaft für moderne Baukunst. Namensgeber der Gesellschafter war Laves, „[...] der Baumeister des Klassizismus [...] dem die Stadt Pläne und Bauten aus ihrer ersten höfischen Blütezeit verdankt“.
Der Verein wurde im Vereinsregister beim Amtsgericht Hannover unter der Handelsregister-Nummer VR 2173 Hannover eingetragen, zum ersten Vorsitzenden wählten die Mitglieder Hermann Deckert. Bereits am 8. Oktober desselben Jahres würdigte die Gesellschaft Stadtbaurat Hillebrecht mit der Verleihung der ersten Laves-Plakette.

## Preisträger
- 1953: Rudolf Hillebrecht[1]
- 1954:
  - Otto Hodler für den Bau des Niedersächsischen Sozialministeriums inklusive Platzanlage[4]
  - Paul Wolters für
    - das Studentenwohnheim am Lodyweg 1;[5]
    - die Mensa im Welfengarten,[5] später zum – denkmalgeschützten – Theodor-Lessing-Haus umfunktioniert;[6]

  - Gerd Lichtenhahn in Gemeinschaft mit Ernst Friedrich Brockmann für den Bau der Europahalle auf dem Messegelände Hannover[5]
- Friedrich Wilhelm Kraemer[7]

## Archivalien
Archivalien zur Laves-Gesellschaft finden sich beispielsweise
- im Historischen Archiv der Stadt Köln im Nachlass des Architekten Wilhelm Riphahn mit dem Untertitel „Hannover, Laves-Gesellschaft, Wettbewerb; Schriftverkehr, Wettbewerbsunterlagen, Protokolle, Zeitungsausschnitte, 1953-1954“ unter der Nummer (Best. 1225) A 206[8]